# Carthage cổ đại
Carthage (/ˈkɑːrθədʒ/; tiếng Phoenicia: 𐤒𐤓𐤕𐤟𐤇𐤃𐤔𐤕, Qart-ḥadašt, nghĩa là 'thành phố mới'; tiếng La-tinh: Carthāgō) là một thành bang Phoenicia cổ đại nằm ở phía bắc cộng hòa Hồi giáo Tunisia ngày nay. Carthage được thành lập năm 814 TCN, sau đó trở thành một liệt cường hùng mạnh, kiểm soát các tuyến hàng hải và thương mại quan trọng nhất phía tây Địa Trung Hải, trải dài khắp Bắc Phi, phía nam bán đảo Iberia và nhiều hòn đảo khác ở Nam Âu ngày nay.
Ban đầu, thành phố này là thuộc địa của Tyre_thành bang lớn nhất của người Phoenicia cổ đại. Đến năm 650 TCN, Carthage tuyên bố độc lập và ngay lập tức thiết lập bá quyền chính trị lên các thuộc địa Phoenicia khác trên cả vùng miền tây Địa Trung Hải. Tầm ảnh hưởng của Carthage lan khắp lãnh thổ của nhiều dân tộc láng giếng với họ, tạo ra một siêu cường đa sắc tộc, nhưng vẫn lấy văn hóa Phoenicia làm chủ đạo. Khi đạt đến đỉnh cao vào thế kỷ III TCN, Carthage bao gồm những thành phố giàu có và hùng mạnh nhất thế giới cổ đại, trở thành một trung tâm công nghiệp, thương mại sầm uất ở Địa Trung Hải.
Thành bang này kiểm soát một mạng lưới giao thương rộng lớn, trải dài từ mẫu quốc Phoenicia ở vùng Canaan, đến tận tây bắc Châu Âu và Tây Phi, nhằm phân phối nông sản, kim loại quý, và hàng tiêu dùng. Để bảo vệ an ninh cho tuyến hàng hải này, người Carthage đã xây dựng lực lượng hải quân hùng hậu.
Đến giữa thế kỷ III TCN, Carthage trở thành bá chủ ở Địa Trung Hải về thương mại, chính trị và quân sự, khiến cho các quốc gia láng giềng như các bộ tộc người Amazigh Bắc Phi phải nhún nhường, nhưng họ cũng có một số kình địch như cộng hòa La Mã hay các thành bang Hy Lạp ở phía bắc Địa Trung Hải. Sau những cuộc chiến tranh với người Hy Lạp tại Sicily (600-250 TCN), Carthage đã leo thang các cuộc chiến tranh Punic kéo dài với La Mã không lâu sau đó (264 - 146 TCN), thời kỳ chứng kiến những cuộc chiến lớn và kinh điển bậc nhất thời cổ đại. Đến chiến tranh Punic lần III, La Mã đã hủy diệt Carthage và thành lập thành phố mới của họ tại đây, khiến Carthage nói riêng và hầu hết các thành bang Phoenicia nói chung đều nằm dưới sự thống trị của cộng hòa La Mã (tiền thân của đế quốc La Mã sau này) vào thế kỷ I.
Carthage được biết đến nhiều qua các cuộc chiến kéo dài và tàn khốc với La Mã. Trong một số thời điểm, họ thậm chí đã đe dọa đến sự tồn tại của văn minh La Mã và cả phương Tây. Tuy nhiên, đáng tiếc là những dấu tích La Mã và Hy Lạp về nền văn minh Carthage đều đã bị tiêu hủy do hậu quả của các cuộc chiến tranh Punic.

## Lịch sử

### Huyền thoại về sự ra đời
Theo các ghi chép thời La Mã, đoàn hàng hải của người Phoenica (đến từ Liban ngày nay) do Dido, hay nữ hoàng Elissa, đã thành lập nên Carthage vào năm 814 TCN. Trước đó, Dido vốn là một công chúa của thành bang Tyre (con gái vua Belus II, và là em gái của vị vua kế nhiệm ông này, Pygmalion). Công chúa Dido được mô tả như phụ nữ thông minh.
Nhưng sau khi chồng cô, Acerbas_một tu sĩ cấp cao, bị chính vua anh Pygmalion xử tử, công chúa Dido cùng một số người hầu cận trung thành đã trốn khỏi quê hương và dong buồm đến đảo Cyprus, nơi họ thành lập một số khu định cư ở phía đông hòn đảo này. Ít lâu sau đó, hải đoàn của Dido lại tiếp tục tiến về phía tây, nơi họ tìm thấy một vịnh nước sâu có đất đai màu mỡ ở phía tây nam Địa Trung Hải, thuộc Tunisia ngày nay.
Tại đây, họ được chào đón bởi một vị tù trưởng Amazigh địa phương tên là Iarbas, và được ông này ban cho một mảnh đất rộng bằng 1 tấm da thú duy nhất. Với tố chất thông minh bẩm sinh, Dido đã ra lệnh cắt tấm da thành những dải rất mỏng, nối chúng lại với nhau, và đặt dải này từ bãi biển đến ngọn đồi tên Byrsa và ngược lại, cho đến khi bao quanh cả ngọn đồi này. Khi bắt đầu định cư, họ phát hiện ra một mô đất dạng đầu ngựa, đại diện cho sự dũng cảm và sự chinh phục. Dido quyết định cho xây dựng một thành phố mới, đặt tên là Carthage (Qart-Hadasht), nghĩa là "thành phố mới" theo tiếng Phoenicia. 7 năm sau đó, vương quốc Carthage phát triển nhanh chóng dưới sự trị vì của nữ hoàng Dido_người được thân dân yêu mến và tôn vinh trong các lễ hội hàng năm.

### Thời kỳ thuộc địa Phoenicia (từ 814 TCN)
Người Phoenicia là một dân tộc Semitic có nguồn gốc từ miền duyên hải của miền bắc xứ Canaan (thuộc Liban ngày này). Khác với các cư dân Canaan láng giềng đương thời, người Phoenicia nổi tiếng là những nhà hàng hải, thám hiểm, và thương nhân giỏi. Từ 1200 TCN, họ đã trở thành những chuyên gia về đóng tàu, thủy thủ xuất sắc nhất thế giới cổ đại, và xây dựng một mạng lưới giao thương khắp Địa Trung Hải, kéo dài đến tận Đại Tây Dương.
Để giúp các hoạt động thương mại mới thuận lợi hơn, người Phoenicia thành lập nhiều thuộc địa và điểm giao dịch trên khắp các bờ biển ở Địa Trung Hải. Các thuộc địa này thường có quy mô dưới 1,000 dân (mặc dù có những thành bang lớn hơn như Carthage) và hoàn toàn độc lập với mẫu quốc (quê hương của những nhà sáng lập thuộc địa). Theo đó, các thuộc địa xây dựng các cảng biển an toàn cho giao thương, nắm giữ độc quyền kinh tế đối với các nguồn nguyên vật liệu để đáp ứng nhu cầu sản xuất, hoặc khai phá thuộc địa mới nhằm đảm bảo sự tự do trong kinh doanh, loại bỏ mọi sức ép từ bên ngoài. Trong lịch sử, người Phoenicia thường xuyên đi tìm thuộc địa để thoát khỏi ách cai trị độc đoán từ các thế lực ngoại bang đã thôn tính quê hương họ, hoặc đến từ sự cạnh tranh với người Hy Lạp_một thế lực hàng hải mới đã bắt đầu thành lập các thuộc địa riêng ở Địa Trung Hải và biển Đen.
Những nhà hàng hải Tyre thành lập Carthage vì một vài lí do. Thứ nhất, Carthage nằm trên bờ biển trung tâm vịnh Tunis, tạo sự liên kết nhiều tuyến giao thương trên Địa Trung Hải và có khả năng tránh những cơn bão lớn đặc trưng của khu vực. Thứ hai, nó nằm gần vùng chiến lược Siciliy, một vịnh biển "nút cổ chai" quan trọng cho giao thương hàng hải giữa phương Đông và Tây. Thứ ba, thành phố được xây dựng trên một bán đảo dạng tam giác có địa hình đối thấp, sau lưng là hồ Tunis, nguồn cung cấp lượng lớn thủy sản và nơi thích hợp để xây dựng một hải cảng an toàn. Theo đó, bán đảo có địa hình nhấp nhô quanh vùng rìa và được kết nối với đất liền bằng một dải đất hẹp, tạo điều kiện thuận lợi cho bố trí phòng thủ. Khu vực đô thị được xây dựng trên đồi Byrsa, một ngọn đồi thấp hướng ra biển. Cuối cùng, Carthage trở thành điểm nối giữa hai tuyến thông thương chính: một tuyến liên kết với thuộc địa Cadiz của Tyre (nay thuộc miền nam Tây Ban Nha) và tuyến còn lại kết nối dọc bờ biển Bắc Phi đến các lãnh thổ phía bắc Địa Trung Hải như đảo Sicily, bán đảo Italia và Hy Lạp.
Khác với phần lớn các thuộc địa Phoenicia, Carthage đã phát triển nhanh chóng nhờ vào khí hậu dễ chịu, đất đai phì nhiêu và sự giao thương thịnh vượng. Chỉ sau một thế kỷ từ khi thành lập, dân số Carthage lên đến 30,000 người.

### Thời kỳ độc lập và đỉnh cao quyền lực (650 TCN - 264 TCN)
Theo một số nguồn tin, Carthage chính thức độc lập hoàn toàn với mẫu quốc Tyre kể từ năm 650 TCN, vì sự suy yếu nhanh chóng của thành bang này, từ một trung tâm kinh tế-chính trị của văn minh Phoenicia cổ đại trở nên kiệt quệ vì tác động từ thế lực bên ngoài. Đế chế Babylon nhiều lần vây hãm thành công Tyre trong suốt thế kỷ VII TCN, trong khi đó thuộc địa Carthage của họ lại trở nên giàu có nhanh chóng nhờ vị trí chiến lược và mạng lưới giao thương dày đặc. Ngoài thương mại, sự thịnh vượng của Carthage còn đến từ thổ nhưỡng thuận lợi cho canh tác và giàu tài nguyên khoáng sản. Với vai trò như vùng thương mại trọng điểm giữa châu Phi và các châu lục khác, thành bang này cung cấp lượng lớn hàng hóa quý hiếm và cao cấp, như đồ tạo tác (mặt nạ) bằng đất nung, đá quý, ngà voi, trứng đà điểu, nhiều loại thực phầm hoặc rượu thượng hạng,...
Mặc dù vẫn chịu ảnh hưởng mạnh mẽ về nhiều mặt, từ sắc tộc, phong tục đến tín ngưỡng, người Carthage lại phát triển văn hóa Punic đặc trưng nhờ sự pha trộn với văn hóa bản địa. Một số vị thần nổi bật trở nên quan trọng với người Carthage hơn Phoenicia, và trước thế kỷ V TCN, người Carthage bắt đầu thờ vài thần linh Hy Lạp như Demeter. Carthage vẫn duy trì một số tập tục cổ vốn đã bị quên lãng ở Tyre, điển hình là hiến tế trẻ em. Tương tự, phương ngữ Punic mang nhiều đặc điểm Phoenicia, đồng thời tiếp thu từ các dân tộc láng giềng. Nhờ đó, Carthage trở thành một thành bang độc lập, tự đóng vai trò mẫu quốc và phát triển hệ thống thuộc địa riêng.
Đến thế kỷ VI TCN, đế chế Ba Tư Achaemenid đã sáp nhập Tyre sau khi thành bang này tự nguyện thuần phục người Ba Tư. Hoàng đế Ba Tư Cambyses I yêu cầu Tyre hỗ trợ để xâm lược Carthage, lúc này đã đủ hùng mạnh để bành trướng thế lực riêng. Sử gia Hy Lạp Herodotus ghi nhận rằng Tyre đã từ chối yêu cầu này, khiến Ba Tư hủy bỏ chiến dịch này, thay vào đó, Cambyses đã hướng đến mục tiêu mới là Sidon_thành phố lớn thứ hai của người Phoenicia, lúc này đóng vai trò trung tâm văn minh mới của họ.
Năm 509 TCN, Carthage và Cộng hòa La Mã non trẻ kí hiệp ước đầu tiên nhằm chia sẻ tầm ảnh hưởng và hoạt động thương mại. Đây được xem là các nguồn đầu tiên thể hiện sự kiểm soát của Phoenicia tại các đảo Sicily và Sardinia. Lúc đó, Carthage thống trị biển cả nhờ thừa hưởng di sản Phoenicia, như mở rộng hệ thống thuộc địa thông qua giao thương hàng hải và phát triển lực lượng hải quân nhằm đảm bảo an ninh thương mại.
Đầu thế kỷ V TCN, Carthage trở thành trung tâm thương mại hàng đầu ở phía tây Địa Trung Hải và tiếp tục duy trì vị thế này trong 3 thế kỷ sau đó. Khác với các thành bang Phoenicia khác chỉ đơn thuần gây dựng tầm ảnh hưởng bằng thương nghiệp, Carthage khẳng định vị thế bá chủ qua hoạt động quân sự nhằm kiểm soát những cơ hội làm giàu mới. Ở bờ nam Địa Trung Hải, họ thu phục tất cả các thuộc địa Phoenicia lân cận như Hadrumetum, Utica, Hippo Diarrhytus và Kerkouane, đánh bại các bộ lạc Libya, và thôn tính phần lớn miền duyên hải Bắc Phi tương đương lãnh thổ Maroc ngày nay đến tận phía tây Libya. Tương tự, Carthage mở rộng lãnh thổ về phía bắc, kiểm soát Sardinia, Malta, quần đảo Balearia, và một nửa phía Tây đảo Sicilia (nửa còn lại là thuộc địa Hy Lạp Corinth), thành lập các pháo đài ven biển như Motya và Lilybaeum để bảo đảm an ninh thương mại. Tại bán đảo Iberia_nơi giàu tài nguyên kim loại quý cũng có nhiều thuộc địa Carthage, tuy nhiên ảnh hưởng chính trị của họ tại đây chỉ được ghi nhận kể từ năm 237 TCN, khi Hamilcar Barca nắm quyền và thành lập thuộc địa Carthagena (có nghĩa là ''Carthage mới'', nay là thành phố Cadiz, Tây Ban Nha).
Trong khi các thành bang Phoenicia hầu như chỉ không thực sự chi phối các thuộc địa thì Carthage lại bổ nhiệm các khâm sứ để trực tiếp cai quản các thuộc địa của họ, dẫn đến nhiều thuộc địa ở bán đảo Iberia đứng về phía La Mã trong các cuộc chiến tranh Punic.
Nhờ vào sự giàu có và uy thế ngày càng tăng cùng với thời kì mà các thành bang Phoenicia ở Canaan bị ngoại bang thôn tính, Carthage nhanh chóng soán ngôi Sidon vào năm (?), cho đến khi chính thức trở thành bá chủ của thế giới Phoenicia năm 332 TCN, khi Tyre bị hủy diệt bởi quân viễn chinh Hy Lạp do Alexander Đại đế chỉ huy, khiến một lượng lớn cư dân Tyre tị nạn tại Carthage nhờ trả tiền để đổi lấy tự do.
Vào thế kỷ III TCN, Carthage trở thành trung tâm đế quốc rộng lớn với nhiều thuộc địa, phiên quốc và đồng minh. Lúc bấy giờ, lãnh thổ Carthage rộng lớn gấp nhiều lần Cộng hòa La Mã ở bán đảo Italia, trở thành một trong những quốc gia rộng lớn và giàu có nhất Địa Trung Hải với dân số lên đến 250.000 người (năm?, chỉ riêng thành phố Carthage). Ngoài La Mã, chỉ có các thành bang Hy Lạp ở Sicily có thể sánh ngang với Carthage trong khu vực, và điều đó, gây ra những sự cạnh tranh và xung đột mở rộng giữa họ.

#### Các chiến dịch tại Sicily (580 TCN - 265 TCN)

##### Chiến tranh Sicily lần thứ nhất
Thành tựu kinh tế của Carthage thăng hoa nhờ mạng lưới thương mại hàng hải rộng lớn, đã dẫn đến sự phát triển của lực lượng hải quân Carthage hùng mạnh để bảo vệ và đảm bảo quyền kiểm soát tuyến giao thông quan trọng này. Bá quyền của Carthage đã dẫn đến sự xung đột với Syracuse_một thành bang Hy Lạp hùng mạnh tại Sicily, khi Syracuse cũng có tham vọng thống trị trung tâm vùng Địa Trung Hải.
Đảo Sicily vốn nằm ở cửa ngõ nối Carthage với tuyến hàng hải đông-tây của họ, trở thành chiến trường chính diễn ra các cuộc giao tranh kể từ thời hoàng kim của Phoenicia hàng trăm trước đó. Người Phoenicia cổ đại và người Hy Lạp cùng tranh giành lãnh thổ tại đây, nhưng không bên nào có thể kiểm soát trọn vẹn hòn đảo lâu dài.
Năm 480 TCN, quân đội thành bang Syracuse gốc Corinth do nhà độc tài Gelo lãnh đạo đẩy mạnh thống nhất Sicily nhờ sự chống lưng của các thành bang tại bán đảo Hy Lạp như Sparta, đe dọa tham vọng của Carthage nhằm kiểm soát hòn đảo này. Vua Carthage là Hamilcar của nhà Magonid chỉ huy 3,000 quân dong buồm đến Sicily, nhưng họ bị thiệt hại nặng vì thời tiết xấu. Sau đó, quân Carthage đặt chân đến thị trấn Panormus và đóng quân tại đây trong 3 ngày để nghỉ ngơi và sửa chữa thuyền bè bị hư hại. Họ tiếp tục hành quân dọc bờ biển đến Himera giao tranh với liên quân Syracuse-Agrigentum. Kết quả, quân Hy Lạp giành thắng lợi quyết định, gây thương vong lớn cho quân Carthage và giết chết vua Hamilcar của họ tại trận.

#### Chiến tranh Sicily lần thứ hai
Phải đến năm 410 TCN, Carthage mới có thể hoàn toàn khôi phục sau thất bại quân sự tại chiến dịch Sicily lần đầu tiên, bằng cách mở rộng lãnh thổ sâu vào miền nam Tunisia ngày nay và lập thêm các thuộc địa mới ở Bắc Phi trên bờ Địa Trung Hải. Đồng thời, các nhà hàng hải Carthage là Hanno và Himilco lần lượt khám phá các miền duyên hải ở Tây Phi, đến tận Senegal ngày nay, và Châu Âu bên bờ Đại Tây Dương. Tuy nhiên cùng năm đó đã xảy ra sự kiện các thuộc địa Carthage trên bán đảo Iberia nổi loạn khiến cho thành bang này mất đi nguồn cung khoáng sản quan trọng gồm bạc và đồng, trong khi nhu cầu quản lý chặt chẽ mạng lưới giao thương ngày càng trở nên cấp thiết buộc vua Hannibal Mago, cháu nội của cố quốc vương Hamilcar một lần nữa tuyên chiến với người Sicily.
Năm 409 TCN, Hannibal Mago dẫn quân đổ bộ Sicily, nhanh chóng chiếm giữ hai thành phố nhỏ là Selinus (nay là Selinunte) và Himera (nơi chứng kiến chiến bại của Carthage 70 năm trước) trước khi về nước cùng nhiều chiến lợi phẩm. Tuy nhiên, đối thủ chính của Carthage là Syracuse vẫn còn vô sự và kiểm soát phần lớn lãnh thổ Sicly, khiến Hannibal Mago phải dẫn quân trở lại vào năm 405 TCN nhằm giành quyền kiểm soát hoàn toàn hòn đảo này.
Tại đây, quân Carthage đã vấp phải sự kháng cự quyết liệt của đối phương cũng như sự thiếu may mắn. Khi đang vây hãm thành Agrigentum, doanh trại của họ bị bệnh dịch hạch hoành hành, và vua Hannibal Mago cũng vì mắc bệnh mà băng hà. Người thừa kế ngai vàng là vua Himilco đã tiếp tục chiến dịch khi chiếm được thành Gela và nhiền lần đánh bại đạo quân Syracuse do vua Dionysius I chỉ huy. Tuy nhiên, dịch hạnh vẫn tiếp tục cản trở Carthage tận dụng lợi thế và phải nghị hòa với đối phương để rút quân về nước an toàn. Lúc này, vua Himilco vẫn cắt cử quân đồn trú để tiếp quản các trọng trấn mới chiếm được, đặc biệt là Motya ở phía tây Sicily.
Đến năm 398 TCN, vua Dionysius I đơn phương hủy bỏ hòa ước và tuyên chiến với Carthage bằng cách chiếm đóng Motya. Vua Himilco buộc phải dẫn quân đến chiếm lại Motya, thừa thắng tiếp tục chiếm luôn thành phố quan trọng của đối phương là Messene (nay là Messina), và tiến đến bao vây thủ đô Syracuse trong vòng một năm. Tuy nhiên, dịch hạch lại một lần nữa ngăn cản Carthage giành chiến thắng quyết định.
Đến năm 387 TCN, quân Carthage có lợi thế lớn sau khi họ giành thắng lợi trọng cuộc hải chiến tại Catania. Ngay lập tức, vua Himilco dẫn 50.000 quân tiếp tục vây hãm Syracuse, nhưng một đợt đại dịch khác lại khiến họ tổn thất hàng nghìn người. Nhận thấy sức tấn công của đối phương đang dần suy yếu, vua Dionysius I tổ chức phản công chớp nhoáng cả trên bộ lẫn trên biển, đánh tan đối thủ để nhanh chóng giải vây cho Syracuse và phá hủy hoàn toàn chiến thuyền Carthage neo đậu ngoài bờ nhằm ngăn đường rút lui của đối phương. Vua Himilco cùng một số tướng lĩnh buộc phải bỏ quân đội để tháo chạy khỏi Sicily, buộc người Carthage phải cầu hòa một lần nữa. Khi trở về nước, Himilco đã tuyệt thực đến chết để tránh khỏi sự nhục nhã. Trong khoảng gần 50 năm tiếp theo, cả Carthage và Syracuse liên tục đụng độ nhau cho đến năm 340 TCN, Carthage chấp nhận kiểm soát một phần góc tây nam của hòn đảo.